# Ante (boisson)
Pour les articles homonymes, voir Ante.
 (août 2021).
L'ante est une boisson autrefois consommée à Lima, capitale du Pérou.

## Description
L'ante est une boisson qui était servie fraîche et qui était composée de vin doux, de sirop de glucose, d'amandes, de raisins secs, d'abricots secs, de cannelle, de tranches de citron et de divers morceaux de fruits, principalement des pommes, des pêches, des poires, des cerises, des figues de Barbarie et des ananas. C'est une boisson vice-royale basée sur la sangria espagnole. Elle est appelée ainsi parce qu'elle dénote une préférence pour d'autres boissons.
Ante était une boisson populaire dans le Lima colonial et le début de la république. Les crieurs, pour la plupart afro-péruviens, qui le vendaient dans des petits verres et l'annonçaient en criant « Ante con ante ! »,, c'est pourquoi il est également connu sous ce nom,.
Le peintre Pancho Fierro montre leur existence dans des aquarelles, tandis que le traditionaliste péruvien Ricardo Palma les mentionne également dans ses Tradiciones Peruanas de 1883 :

« Celle-ci était indéfectiblement marquée par le vendeur d'ante con ante, le vendeur de riz et l'alfajorero. »